# Хамрун
Хамрун — місто на Мальті. На березень 2011 року населення міста становило 9 649 осіб.

## Історія

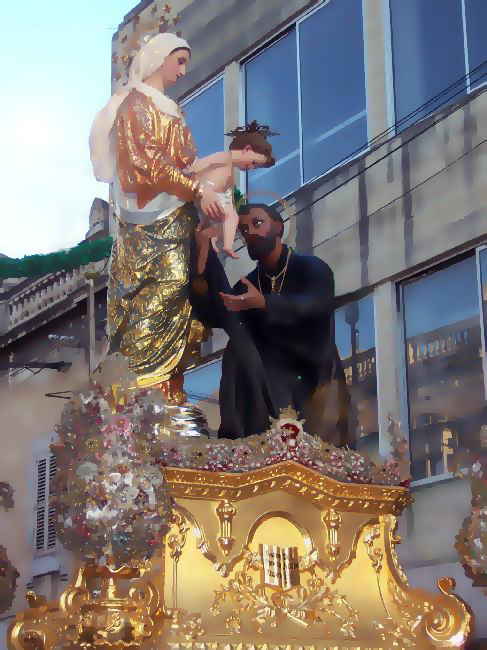
Фігура святого Каетана Тієнського на щорічному святкуванні в Хамруні

Найдавнішими археологічними знахідками в Хамруні є видовбані в скелях поховання пунічного часу.
У часи госпітальєрів високопосадовці, судді та заможні люди любили їздити в ці місця на полювання чи відпочинок.
У 19 столітті поселення почало швидко розвиватись, тоді воно називалося селом святого Йосипа (Casale San Giuseppe). Досі головна вулиця Хамруна носить ім'я святого Йосипа.
1875 року було освячено нову церкву іменем Каетана Тієнського. З 1881 року поселення стало окремою парохією й окремим адміністративним центром. У цей час місто здобуло назву Хамрун. Точна етимологія цієї назви не з'ясована. За одним з припущень, назва походить від мальтійського виразу ħamrija ħamra (червона земля), що відповідає кольору ґрунту в цій місцевості. За іншою гіпотезою назва походить від прізвиська відомої місцевої родини "tal-Ħamruna".
Під час Другої світової війни жителі узбережжя тікали до Хамруна, таким чином аж до 1970-х років місто залишалося одним з найбільших на Мальті. Сьогодні тут чимало магазинів меблів та супермаркетів, що переважно розташовані на центральні вулиці міста.